# Dmitrij Szostakowicz
Dmitrij Dmitrijewicz Szostakowicz, ros. Дмитрий Дмитриевич Шостаковичⓘ (ur. 12 września?/25 września 1906 w Sankt Petersburgu, zm. 9 sierpnia 1975 w Moskwie) – rosyjski kompozytor, pianista i pedagog. Często uważany za najwybitniejszego symfonika XX wieku.

## Życiorys

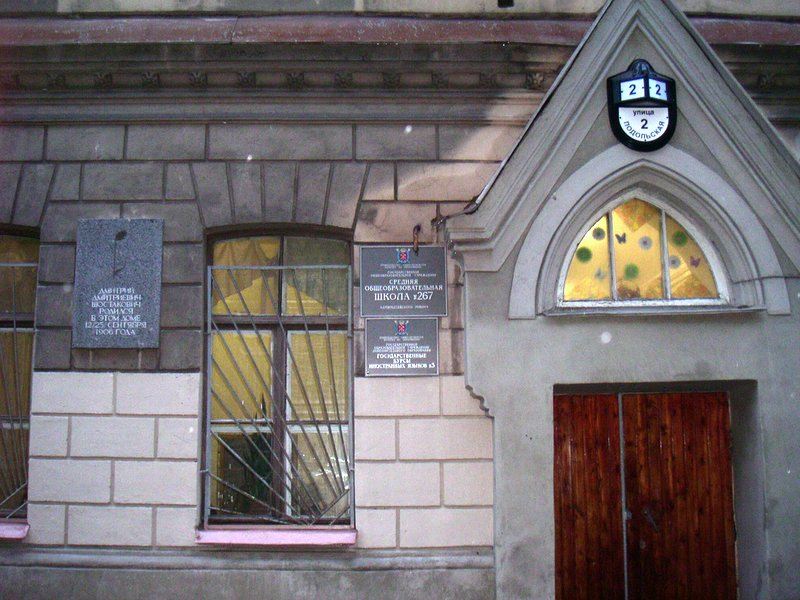
Tablica pamiątkowa na ścianie domu, w którym urodził się Dmitrij Szostakowicz

Urodził się w Sankt Petersburgu w rodzinie mającej polsko-rosyjskie korzenie. Jego dziadek od strony ojca, Bolesław Szostakowicz, pochodził z Wilna. Uczestniczył w powstaniu styczniowym, a w 1866 został zesłany na Syberię w okolice Tomska w wyniku represji, które miały miejsce po próbie dokonania zamachu na cara Aleksandra II przez Dmitrija Karakozowa. Kiedy okres jego kary się skończył, Szostakowicz postanowił pozostać na Syberii. Został m.in. burmistrzem Irkucka.
W Petersburgu (ówczesnym Piotrogrodzie) Dmitrij Szostakowicz ukończył konserwatorium w 1923 na wydziałach fortepianu i kompozycji. W 1926 rozgłos zdobyła jego pierwsza symfonia. W 1927 otrzymał dyplom honorowy na I Międzynarodowym Konkursie Pianistycznym im. Fryderyka Chopina w Warszawie. Jest twórcą sześciu koncertów, piętnastu kwartetów smyczkowych i piętnastu symfonii.
Jest jednym z kompozytorów z pokolenia muzyków, których działalność przypadła w czasach porewolucyjnych. Bardzo wcześnie rozpoczął komponowanie; studiował w konserwatorium petersburskim (fortepian – L. Nikołajew, kompozycja – M. Steinberg). Dyplom z fortepianu uzyskał w 1923, dwa lata później – dyplom z kompozycji. Niemal równocześnie z ukończeniem studiów miał miejsce debiut kompozytorski Szostakowicza: wykonanie (1926) I Symfonii, pisanej jeszcze w konserwatorium. I Symfonia ukazuje już cechy długo później właściwe twórczości Szostakowicza: zamiłowanie do kontrastów wyrazowych (bezpośrednie następstwo groteskowo-ironicznych fragmentów z prawdziwie lirycznymi) i drapieżną dramatyczność. Wpływy muzyki Schönberga, Křenka i Hindemitha można odnaleźć w operze Nos (1928) do libretta opartego na opowiadaniu Nikołaja Gogola. Bogata polirytmia, wykroczenie poza ramy tonalności, nowatorstwo instrumentalne, zastosowane śpiewu mówionego – oto podstawowe, wyróżniające dzieło cechy.

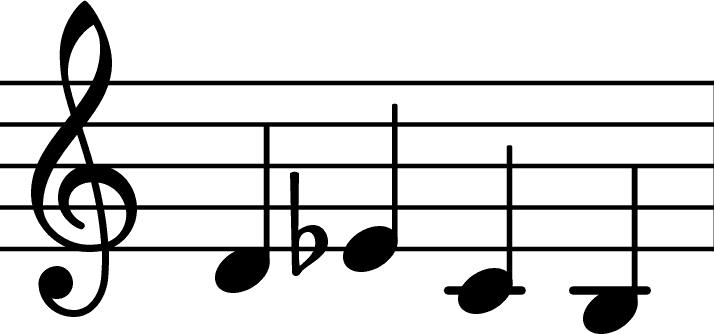
Motyw DSCH (Dmitri Schostakowitsch) użyty przez kompozytora w wielu jego dziełach

Po III Symfonii „Pierwszomajowej” (1929), radzieckim odpowiedniku (z uwagi na treść ideowo-programową) IX Symfonii Beethovena, i balecie Złoty wiek (1930) Szostakowicz skomponował drugą z kolei operę: Lady Makbet mceńskiego powiatu (1932); jej główne właściwości to rozwiązania teatralne, przerzucenie akcji muzycznej na plan symfoniczny, szokujące pomysły scenograficzno-instrumentacyjne. Radykalizm języka muzycznego Szostakowicza okazał się jednak nie do przyjęcia dla ówczesnej stalinowskiej ideologii polityczno-kulturalnej. Po paru niefortunnych próbach znalezienia właściwego rozwiązania sytuacji kompozytor zdecydował się zrezygnować z dotychczasowego stylu i techniki kompozytorskiej, z poszukiwania nowych środków, uprościł język na rzecz maksymalnej komunikatywności wyrazu i nieskomplikowanej formy.

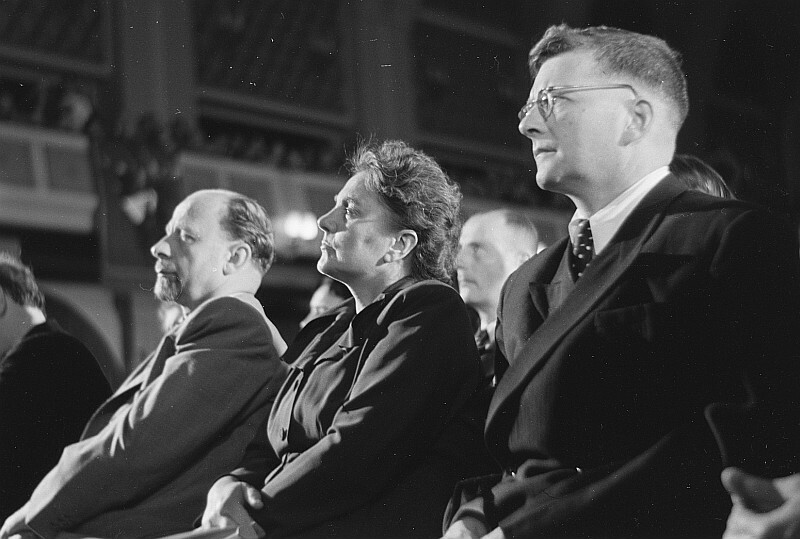
Walter Ulbricht z żoną Lotte (po lewej) i Szostakowicz (po prawej) wśród publiczności na koncercie (1950)

W okresie wojny napisał VII Symfonię „Leningradzką” o ilustracyjnym charakterze. Ten utwór i towarzysząca mu legenda przyniosły kompozytorowi popularność, także za granicą, zwłaszcza w USA. Gdy zakończenie wojny Szostakowicz powitał pogodną, haydnowską IX Symfonią, spotkał się znowu z gwałtownym atakiem krytyków, którzy oczekiwali od niego monumentalnego, patetycznego utworu ku czci zwycięstwa nad Niemcami.
Ciągłe konflikty ze stalinowską cenzurą doprowadziły do utracenia przez kompozytora wszelkich przywilejów w 1948. Ograniczenia w muzyce Szostakowicza i w jego stylu życiowym zostały nieco złagodzone w 1949, po napisaniu kantaty „Pieśń o lasach”, gdzie Stalin był sławiony jako „wielki ogrodnik”. W tym samym roku Szostakowicz odzyskał paszport i reprezentował ZSRR na międzynarodowym kongresie muzycznym w Stanach Zjednoczonych. W 1960 wstąpił do KPZR.
W 1962 Szostakowicz był nominowany do Oscara za muzykę do filmu Chowańszczyzna (1959). W 1973 został laureatem prestiżowej duńskiej Nagrody Fundacji Muzycznej Léonie Sonning.

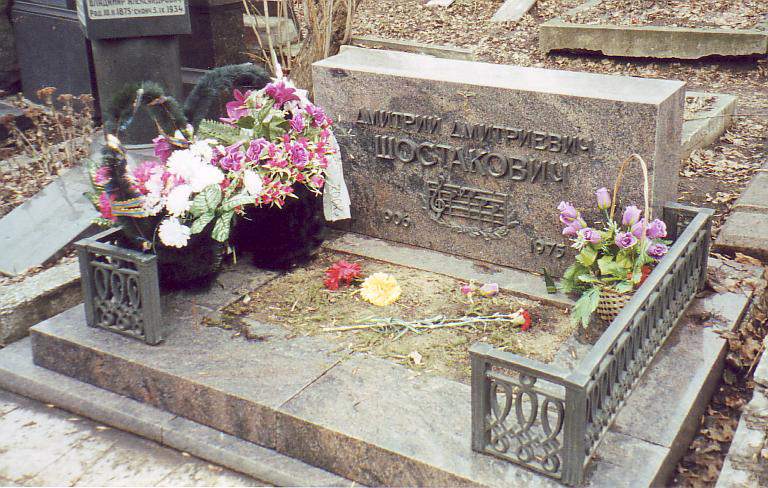
Grób Szostakowicza na Cmentarzu Nowodziewiczym w Moskwie (2002)

Trzon twórczości Szostakowicza tworzą symfonie – to piętnaście dzieł powstałych w ciągu 46 lat. Formalnie Szostakowicz jest kontynuatorem tradycji beethovenowskiej: stosuje klasyczny wieloczęściowy model symfoniczny, zachowuje klasyczne uformowanie wewnętrzne poszczególnych części. Inne cechy jego dzieł to: monumentalizm, patos, silny pierwiastek dramatyczny, bogata inwencja melodyczna, krańcowe natężenie ekspresji oraz dynamizm i witalność.
Został pochowany na Cmentarzu Nowodziewiczym w Moskwie.

## Osobowość
Szostakowicz był pod wieloma względami człowiekiem obsesyjnym: według jego córki „miał obsesję na punkcie czystości”. Na pytanie, czy wierzy w Boga, Szostakowicz odpowiedział: „Nie i bardzo mi przykro z tego powodu”. W młodości był bardzo surowy i nie tolerował zmian. "Najmniejsze odstępstwo od zaplanowanego występu jednej z moich prac bardzo mnie drażniło". 

## Dzieła (wybór)

### Utwory orkiestrowe

#### Symfonie
15 symfonii stanowi najważniejszą część całego muzycznego dorobku Szostakowicza. Pierwsza, napisana u progu kariery i stanowiąca pracę dyplomową kompozytora, przyniosła mu uznanie i popularność; piętnasta, ukończona na krótko przed śmiercią, stanowi podsumowanie 50 lat pracy twórczej. Każde z wymienionych poniżej dzieł zaznaczyło pewien etap w życiu kompozytora i w historii jego narodu:
- 1923–1925: I symfonia f-moll, op. 10
- 1927: II symfonia H-dur „Październikowi”, op. 14
- 1929–1930: III symfonia Es-dur „Pierwszomajowa”, op. 20
- 1935–1936: IV symfonia c-moll, op. 43
- 1937: V symfonia d-moll, op. 47
- 1939: VI symfonia h-moll, op. 54
- 1941: VII symfonia C-dur „Leningradzka”, op. 60
- 1943: VIII symfonia c-moll, op. 65
- 1945: IX symfonia Es-dur, op. 70
- 1953: X symfonia e-moll, op. 93
- 1956–1957: XI symfonia g-moll „Rok 1905”, op. 103
- 1959–1961: XII symfonia d-moll „Rok 1917”, op. 112
- 1962: XIII symfonia b-moll „Babi Jar”, op. 113
- 1969: XIV symfonia, op. 135
- 1971: XV symfonia A-dur, op. 141

#### Utwory na instrument solowy z orkiestrą
- 1933: Koncert na fortepian, trąbkę i orkiestrę c-moll, znany również jako I koncert fortepianowy, op. 35
- 1947–1948: I koncert skrzypcowy a-moll, Op. 77
- 1957: II koncert fortepianowy F-dur, op. 102
- 1959: I koncert wiolonczelowy Es-dur, op. 107
- 1966: II koncert wiolonczelowy g-moll, op. 126
- 1967: II koncert skrzypcowy cis-moll, op. 129

#### Suity
- 1927–1928: Suita z opery „Nos”, op. 15a
- 1929–1932: Suita z baletu „Złoty wiek”, op. 22a
- 1931: Suita z baletu „Bolec”, op. 27a
- 1931: Suita z muzyki do filmu „Złote góry”, op. 30a
- 1932: Suita z muzyki do przedstawienia „Hamleta”, op. 32a
- 1934: I suita na orkiestrę jazzową, op. 38
- 1938: II suita na orkiestrę jazzową, bez op.
- 1945: Suita z baletu „Jasny strumień”, op. 39a

#### Utwory fortepianowe
- 3 tańce fantastyczne
- 1926: I sonata fortepianowa, op. 12
- 1932–1933: 24 preludia, op. 34
- 1943: II sonata fortepianowa h-moll, op. 61 dedykowana pamięci Leonida Nikołajewa
- 1950–1951: 24 preludia i fugi, op. 87
- 1953: Concertino a-moll na 2 fortepiany, op. 94

### Utwory kameralne

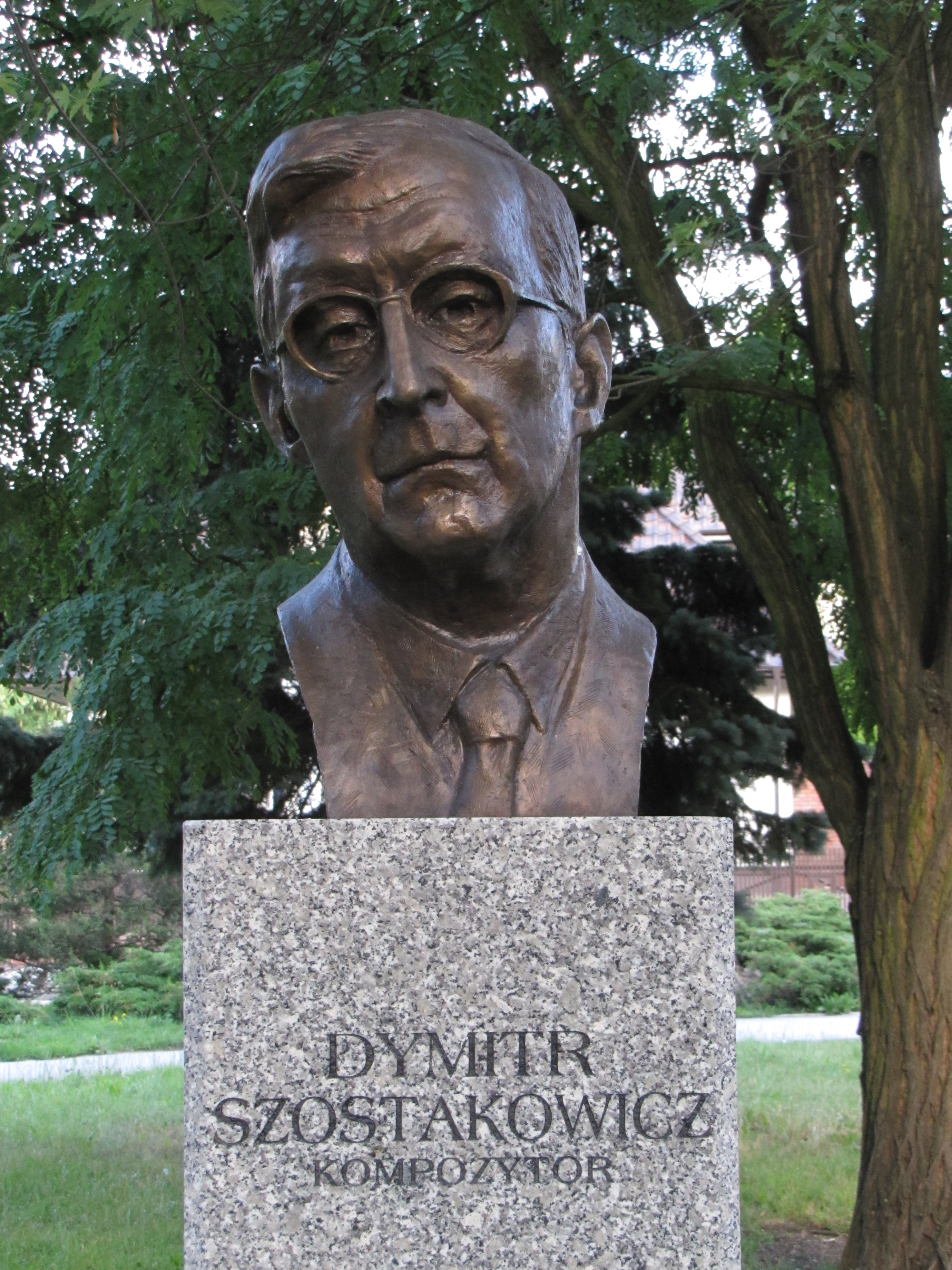
Popiersie Szostakowicza w Alei Sław na Skwerze Harcerskim w Kielcach

- 1924–1925: Dwa utwory na oktet smyczkowy: preludium d-moll i scherzo g-moll, op. 11
- 1934: Sonata na wiolonczelę i fortepian d-moll, op. 40, dedykowana Wiktorowi Kubackiemu[9]
- 1938: I kwartet smyczkowy C-dur, op. 49
- 1940: Kwintet fortepianowy g-moll, op. 57
- 1944: II trio na skrzypce, wiolonczelę i fortepian, e-moll, op. 67, dedykowana Iwanowi Sollertyńskiemu
- 1946: III kwartet smyczkowyF-dur, op. 73
- 1949: IV kwartet smyczkowy D-dur, op. 83
- 1952: V kwartet smyczkowy B-dur, op. 92
- 1956: VI kwartet smyczkowy G-dur, op. 101
- 1960: VII kwartet smyczkowy fis-moll, op. 108
- 1960: VIII kwartet smyczkowy c-moll, op. 110
- 1964: IX kwartet smyczkowy Es-dur, op. 117
- 1964: X kwartet smyczkowy As-dur, op. 118
- 1966: XI kwartet smyczkowy f-moll, op. 122
- 1968: XII kwartet smyczkowy Des-dur, op. 133
- 1968: Sonata na skrzypce i fortepian G-dur, op. 134
- 1970: XIII kwartet smyczkowy b-moll, op. 138
- 1973: XIV kwartet smyczkowy Fis-dur, op. 142
- 1974: XV kwartet smyczkowy es-moll, op. 144
- 1975: Sonata na altówkę i fortepian C-dur, op. 147

### Utwory wokalne
- 1922: Dwie bajki Kryłowa na mezzosopran, chór i orkiestrę op. 4
- 1928–1932: Sześć romansów do wierszy poetów japońskich na tenor z orkiestrą, op. 21
- 1936–1937: Cztery romanse do wierszy A. Puszkina na bas z akompaniamentem fortepianu, op. 46
- 1942: Sześć romansów do wierszy poetów brytyjskich w tłumaczeniu B. Pasternaka i S. Marszaka na bas z fortepianem, op. 62, później zinstrumentalizowane i wydane jako op. 62a (1943), inny wariant jako op. 140 (1971)
- 1943: „Pieśń patriotyczna” do słów E. Dołmatowskiego
- 1943: „Pieśń o Armii Czerwonej” do słów M. Gołodnego wraz z A. Chaczaturianem
- 1948: „Z żydowskiej poezji ludowej” na sopran, alt, tenor z fortepianem, op. 79, później zinstrumentalizowane jako op. 79a
- 1950: Dwa romanse do wierszy M. Lermontowa na głos z fortepianem, op. 84
- 1950–1951: Cztery pieśni do słów E. Dołmatowskiego na głos z fortepianem, op. 86
- 1952: Cztery monologi do wierszy A. Puszkina na bas z fortepianem, op. 91
- 1952–1953: „Pieśni greckie” (tłum. S. Bołotina i T. Sikorskiej) na głos z fortepianem
- 1954: „Pieśni naszych dni” do słów E. Dołmatowskiego na bas z fortepianem, op. 98
- 1954: „Były pocałunki” do słów E. Dołmatowskiego na głos z fortepianem
- 1956: „Pieśni hiszpańskie” (tłum. S. Bołotina i T. Sikorskiej) na mezzosopran z fortepianem, op. 100
- 1960: „Satyry”, pięć romansów do słów Saszy Czornego na sopran z fortepianem, op. 109
- 1965: Pięć romansów do tekstów z tygodnika „Krokodił” na bas z fortepianem, op. 121
- 1966: „Przedmowa do pełnego wydania moich dzieł i krótkie rozważanie z powodu tej przedmowy” na bas z fortepianem, op. 123
- 1967: Siedem wierszy A. Błoka na sopran i trio fortepianowe, op. 127
- 1967: „Wiosna, wiosna” do wierszy A. Puszkina na bas z fortepianem, op. 128
- 1971: Sześć romansów na bas z orkiestrą kameralną, op. 104 (po op. 62)
- 1973: Sześć wierszy M. Cwietajewej na kontralt z fortepianem, op. 143, zinstrumentowane jako op. 143a
- 1974: Suita do słów Michelangelo Buonarrotiego w tłumaczeniu A. Efrosa na bas z fortepianem, op. 145, zinstrumentowane jako op. 145a
- 1974: Cztery wiersze kapitana Lebiadkina (z powieści F. Dostojewskiego „Biesy”) na bas z fortepianem, op. 146

### Utwory sceniczne

#### Opery i operetki
- 1927–1928: Nos, op. 15 – na podstawie opowiadania Nikołaja Gogola
- 1956–1963: Lady Makbet mceńskiego powiatu, op. 29 (1932); znana również pod tytułem nadanym jej w drugiej wersji „Katarzyna Izmajłowa”, op. 114
- 1941–1942: Gracze, op. 63 – na podstawie opowiadania Nikołaja Gogola, opera niedokończona; dokończenie Krzysztof Meyer (1981)
- 1958: Moskwa-Czeriomuszki, op. 105 – operetka w trzech aktach

#### Balety
- 1929: Złoty wiek, op.22 – balet w 3 aktach, libretto A. Iwanowski, prapremiera Leningrad 26 października 1930
- 1931: Bolec, op.27 – balet w 3 aktach, libretto W.Smirnow, prapremiera Leningrad 8 kwietnia 1931 r.
- 1934–1935: Jasny strumień, op. 39 – balet komiczny w 3 aktach z prologiem do libretta F. Łopuchowa i A. Piotrowskiego, prapremiera w Małym Teatrze Operowym w Leningradzie 4 czerwca 1935, baletmistrz F. Łopuchow

## Odznaczenia
- 1941/1942/1946/1950/1952: Nagroda Stalinowska (pięciokrotnie)
- 1954: Ludowy Artysta ZSRR
- 1958: Nagroda Leninowska
- 1958: Komandor Orderu Sztuki i Literatury (Francja)[10]
- 1966: Medal „Sierp i Młot” Bohatera Pracy Socjalistycznej
- 1967: Komandor II klasy Odznaki Honorowej za Zasługi dla Republiki Austrii (Austria)
- 1968: Nagroda Państwowa ZSRR
- Order Lenina (trzykrotnie)
- Order Rewolucji Październikowej
- Order Czerwonego Sztandaru Pracy
- Order Przyjaźni Narodów

## Kontrowersje wokół muzyki i osoby
Zainteresowanie muzyką Szostakowicza przez lata determinowała polityka. W czasie wojny „w atmosferze zaciekawienia sztuką sojusznika… na Zachodzie setki razy wykonano Symfonię Leningradzką.” Zimna wojna „radykalnie zmieniła ten stan (…) i talent Szostakowicza uznano za zmarnowany przez podporządkowanie się wymogom państwowej ideologii”. Po jego śmierci kontrowersje narosły i „w znacznym stopniu przyczyniło się do tego opublikowanie w 1979 roku w Stanach Zjednoczonych książki Solomona Wołkowa Świadectwo, przedstawionej jako pamiętniki kompozytora. Fakty zrelacjonowane w tym apokryfie po raz pierwszy pokazały warunki, w jakich żyli artyści w komunizmie”. W 1987 roku według Świadectwa nakręcony został film fabularny pod tytułem Testament w reżyserii Tony Palmera, w głównej roli wystąpił Ben Kingsley. Szostakowicz jest bohaterem sztuki Davida Pownalla Mistrzowska klasa o wprowadzaniu socrealizmu w 1948 roku do radzieckiej muzyki, a także powieści „Zgiełk czasu” Juliana Barnesa. W 1987 roku powstał film dokumentalny Symfonie wojenne – Szostakowicz kontra Stalin.